# Clàssica de Sant Sebastià 2016
La Clàssica de Sant Sebastià 2016 va ser la 36a edició de la Clàssica de Sant Sebastià i es disputà el dissabte 30 de juliol de 2016 a Euskadi sobre un recorregut de 220,2 quilòmetres. La cursa començà i acabà a Sant Sebastià i fou la dinovena prova de l'UCI World Tour 2016.
El vencedor fou Bauke Mollema (Trek-Segafredo), seguit a pocs segons per Tony Gallopin (Lotto Soudal) i Alejandro Valverde (Movistar Team). El català Joaquim Rodríguez (Team Katusha) acabà en quarta posició després que un atac seu dinamités la cursa en la darrera ascensió. En els darrers metres de l'ascensió fou agafat per Mollema, Gallopin i Valverde. Mollema aprofità un moment d'indecisió per atacar en els primers metres de descens i guanyar la cursa en solitari.

## Equips
20 equips participen en aquesta edició de la Clàssica de Sant Sebastià, els 18 equips World Tour i dos equips continentals professionals: Caja Rural-Seguros RGA i Cofidis.
| Núm.  | Codi | Equip                 |
| ----- | ---- | --------------------- |
| 1-8   | OBE  | Orica-BikeExchange    |
| 11-18 | TNK  | Team Tinkoff          |
| 21-28 | MOV  | Movistar Team         |
| 31-38 | BMC  | BMC Racing Team       |
| 41-48 | SKY  | Team Sky              |
| 51-58 | EQS  | Etixx-Quick Step      |
| 61-68 | KAT  | Team Katusha          |
| 71-78 | FDJ  | FDJ                   |
| 81-88 | AST  | Astana Qazaqstan Team |
| 91-98 | TLJ  | Team LottoNL-Jumbo    |

| Núm.    | Codi | Equip                              |
| ------- | ---- | ---------------------------------- |
| 101-108 | LAM  | Lampre-Merida                      |
| 111-118 | TFS  | Trek-Segafredo                     |
| 121-128 | TGA  | Team Giant-Alpecin                 |
| 131-138 | CDT  | Cannondale-Drapac Pro Cycling Team |
| 141-148 | LTS  | Lotto Soudal                       |
| 151-158 | ALM  | AG2R La Mondiale                   |
| 161-168 | IAM  | IAM Cycling                        |
| 171-178 | DDD  | Dimension Data                     |
| 181-188 | CJR  | Caja Rural-Seguros RGA             |
| 191-198 | COF  | Cofidis                            |

## Classificació final
| \| Classificació general \| Classificació general \| Classificació general \| Classificació general \| Classificació general \| \| Corredor \| Corredor \| Equip \| Temps \| \| \| --------------------- \| --------------------------- \| --------------------- \| --------------------- \| --------------------- \| \| 1r \| Bauke Mollema \| Trek-Segafredo \| 5h 31' 00" \| \| \| 2n \| Tony Gallopin \| Lotto-Soudal \| + 17" \| \| \| 3r \| Alejandro Valverde Belmonte \| Movistar Team \| + 17" \| \| \| 4t \| Joaquim Rodríguez i Oliver \| Katusha \| + 22" \| \| \| 5è \| Greg Van Avermaet \| BMC Racing Team \| + 34" \| \| \| 6è \| Gianluca Brambilla \| Etixx-Quick Step \| + 34" \| \| \| 7è \| Simon Yates \| Orica-BikeExchange \| + 34" \| \| \| 8è \| Tom-Jelte Slagter \| Cannondale-Drapac \| + 34" \| \| \| 9è \| Nicolas Roche \| Team Sky \| + 34" \| \| \| 10è \| Dries Devenyns \| IAM Cycling \| + 37" \| \| |                             |                    |            |
| |                             |                    |            |
| Font: ProCyclingStats |                             |                    |            |
| Classificació general |                             |                    |            |
| Corredor | Corredor                    | Equip              | Temps      |
| 1r | Bauke Mollema               | Trek-Segafredo     | 5h 31' 00" |
| 2n | Tony Gallopin               | Lotto-Soudal       | + 17"      |
| 3r | Alejandro Valverde Belmonte | Movistar Team      | + 17"      |
| 4t | Joaquim Rodríguez i Oliver  | Katusha            | + 22"      |
| 5è | Greg Van Avermaet           | BMC Racing Team    | + 34"      |
| 6è | Gianluca Brambilla          | Etixx-Quick Step   | + 34"      |
| 7è | Simon Yates                 | Orica-BikeExchange | + 34"      |
| 8è | Tom-Jelte Slagter           | Cannondale-Drapac  | + 34"      |
| 9è | Nicolas Roche               | Team Sky           | + 34"      |
| 10è | Dries Devenyns              | IAM Cycling        | + 37"      |